# André Hamel

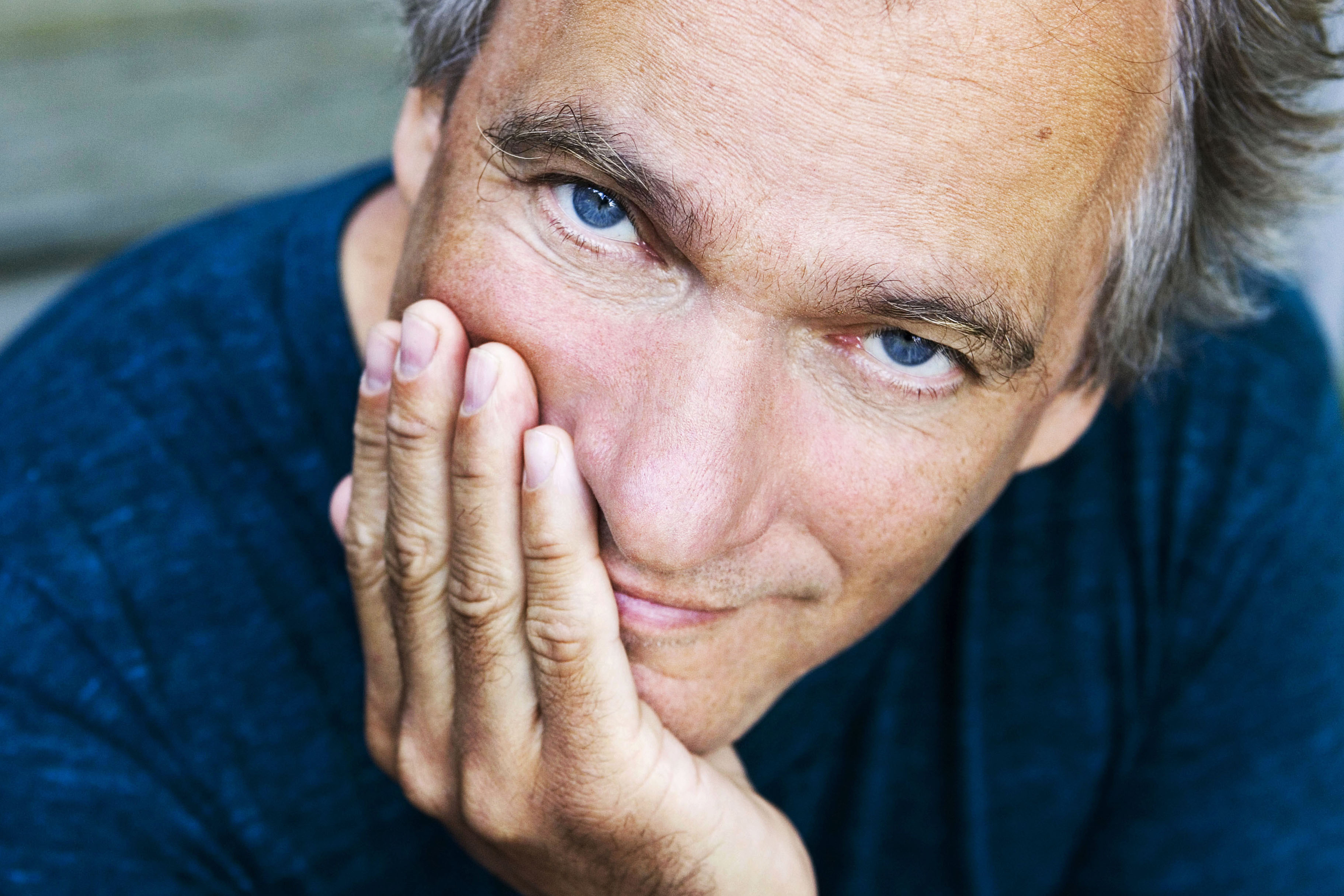
André Hamel

André Hamel (* 1955) ist ein kanadischer Komponist und Musikpädagoge.

## Leben
Hamel begann seine musikalische Laufbahn als Rockmusiker, bevor er sich in den 1980er Jahren der Komposition zuwandte. Er studierte an der Universität Montreal Komposition bei Serge Garant und Michel Longtin mit dem Masterabschluss 1993. 1985 gründete er die Société des Concerts alternatifs du Québec (später Codes d'accès), deren Vorstand er bis 1991 und von 1994 bis 1996 angehörte und deren Präsident er von 1987 bis 1990 war. Mit Alain Lalonde und Alain Dauphinais gründete er 1992 das Komponistenkollektiv Espaces sonores illimités. 2000 wurde er Mitglied des künstlerischen Komitees der Société de musique contemporaine du Québec (SMCQ).
Das kompositorische Werk Hamels umfasst sowohl instrumetale als auch elektroakustische Werke, wobei er sich häufig der Technik der Spatialisation bedient, bei der die ausführenden Musiker sowohl auf der Bühne als auch außerhalb von ihr positioniert werden, um so stereophone Effekte zu erzielen. Seine Werke wurden sowohl in Kanada und den USA als auch in Europa (Brüssel, Sofia, Bologna, Wien, Luzern, Basel, Zürich) aufgeführt. Auftragswerke schuf er u. a. für die SMCQ, die CBC, das bulgarische Perkussionsensemble Polyrithmia, das Canadian Music Centre, das Klavierduo Morel-Nemish und den Cellisten Benjamin Carat.
Für sein Orchesterwerk L'absurde travail wurde Hamel bei der Internazionale di Composizione Musicale Goffredo Petrassi 1997 mit einer besonderen Erwähnung geehrt. Mit der Komposition In Auditorium gewann er 1998 den Opus Prize und 2000 den  Joseph S. Stauffer Prize des Canada Council. Sein Saxophon-Oktett À huit gehörte 2007 zu den empfohlenen Werken für die Tribune internationale des compositeurs der UNESCO. 2003 wurde er Artist in Residence im Quebec Studio in New York des Conseil des arts et des lettres du Québec.

## Werke
- L'absurde travail für Orchester, 1988
- La trilogie du presto für Soloperkussion, für Solocello, für Soloklavier, 1989–97
- Environnement 240 für 17 Musiker, 1990
- Deux pièces pour cornemuse, 1991
- L'esprit ceint dans son corset für Tonband, 1991
- Théâtre navrant für Sopran, Klarinette, elektrische Gitarre und sieben Musiker, 1991
- Environnement 239 für zwei Trompeten, Perkussion und Streicher, 1993
- La quête für zwei Multiinstrumentalistem. zwei Dirigenten und 24 Musiker, 1994
- In Capella für 23 Musiker und zwei Dirigenten, 1996
- Le chant des grandes coques für fünf Nebelhörner, Lokomotive, Glocken, Feuerwehrglocken und Sirenen, 1997
- In Auditorium für 31 Musiker, 1998
- À six für sechs Perkussionisten, 1999
- Symphonie des éléments für 85 Musiker (Gemeinschaftswerk von Alain Dauphinais, Michel Gonneville, André Hamel und Alain Lalonde), 2000
- Symphonie du millénaire für 333 Musiker, 2000 Carillonneure, 15 Glocken; Orgel, Glockenspiel und zwei Feuerwehrzüge (Gemeinschaftswerk von Serge Arcuri, Walter Boudreau, Yves Daoust, Alain Dauphinais, André Duchesne, Louis Dufort, Sean Ferguson, Michel Gonneville, André Hamel, Alain Lalonde, Estelle Lemire, Jean Lesage, Luc Marcel, Marie Pelletier, John Rea, Anthony Rozankovic und Gilles Tremblay, Arrangement: Denys Bouliane, Booklet: Vincent Collard), 2000
- À huit für acht Saxophone, 2001
- Maëlstrom für Bläser, 2001
- Propos sur Rachmaninoff für zwei Klaviere, 2001
- L'heure bleue für Cembalo und Lifeelektronik, 2003
- Musiques D'Urnos für Stimmer, Perkussion und rekonstruierte Instrumente, 2004
- De l'aube claire... für Cello und Lifeelektronik, 2004
- Musiques pour fanfares für drei Marschkapellen (Gemeinschaftswerk mit Alain Dauphinais, Alain Lalonde und Claude Saint-Jean), 2004
- Musiques pour un étranger, elektroakustische Musik für eine Tanzperformance von Guylaine Savoie, 2005
- Intérieur nuit, elektroakustische Musik für eine Tanzperformance von Guylaine Savoie, 2006
- Musiques au fil de l'eau für sechs Blechbläser und zwei Perkussionisten, 2006
- Sonarium, elektroakustische Installation in Zusammenarbeit mit Roxanne Turcotte und Diane Labrosse, 2006
- Brumes matinales et textures urbaines für Saxophonquartett und Liveelektronik, 2007
- Fanfare in situ für 30 Trompeten, 30 Posaunen und/oder Tubas, 40 Saxophone und 8 Große Trommeln, (Gemeinschaftswerk von Alain Dauphinais, André Hamel, Alain Lalonde und Michel A. Smith), 2007
- Spatio Lumino für sechs Improvisatoren, (Gemeinschaftswerk von Alain Dauphinais, André Hamel, Alain Lalonde und Michel A. Smith), 2007
- Continuum Interruptus für Klarinette, Viola und Klavier, 2008
- Petit prélude für Blockflötenensemble, Orffsches Xylophonensemble und Concert Band, 2009
- L'heure suspendue für flying can und Lifeelektronik, 2010